# Burg Olsztyn

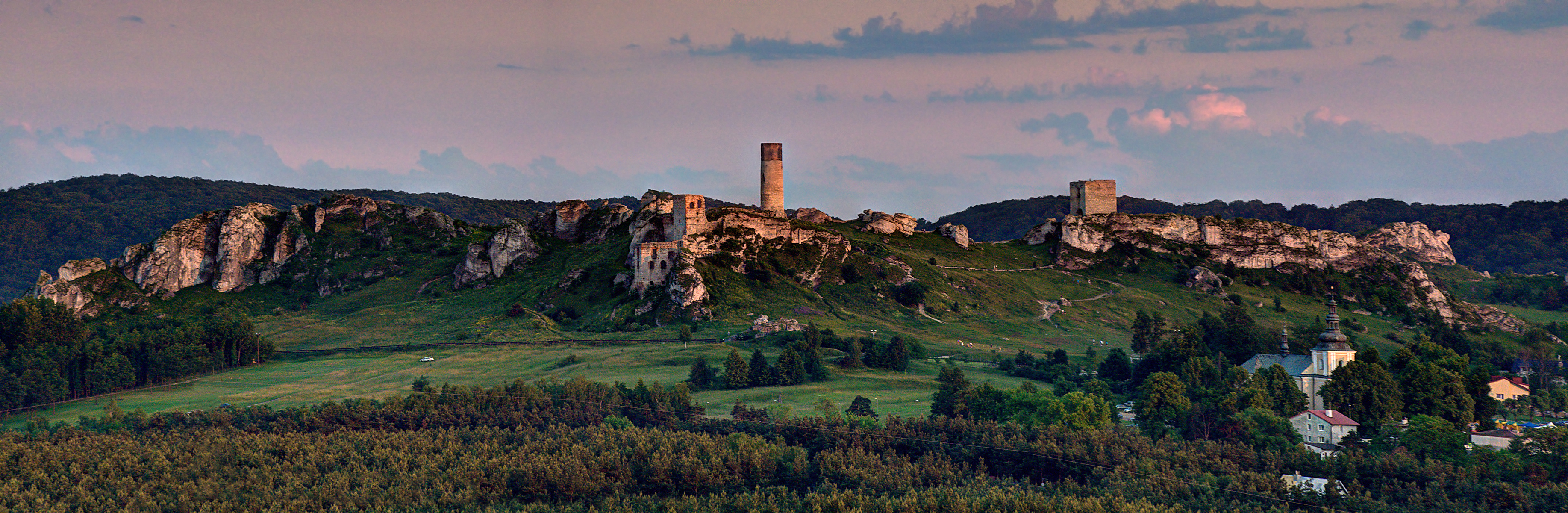
Panorama

Die Burg Olsztyn (polnisch: Zamek w Olsztynie) ist eine Burgruine in Olsztyn unweit von Tschenstochau im Gebirgszug des Krakau-Tschenstochauer Juras. Die Burg gehört zu den Adlerhorst-Burgen, die im 14. Jahrhundert die Grenze zwischen dem Königreich Polen und dem Heiligen Römischen Reich sicherte. Sie liegt heute in der Woiwodschaft Schlesien, gehört jedoch historisch zu Kleinpolen.

## Geschichte
Die Burg wurde 1306 im Zuge eines Prozesses zwischen den Bischöfen Johann Muskata von Krakau und Jakub Świnka von Gnesen erstmals urkundlich erwähnt. Da der Rechtsstreit jedoch Ereignisse aus dem Jahr 1294 betrifft, muss die Burg bereits Ende des 13. Jahrhunderts bestanden haben. Die Burg wurde als Königsburg von König Kasimir dem Großen ausgebaut. Der König ließ hier den Woiwoden Maciej Borkowic inhaftieren, der 1360 in der Burg den Hungertod als Strafe für eine Verschwörung gegen den König starb. 1370 gab König Ludwig der Große die Burg Ladislaus von Oppeln als Lehen. 1396 ließ König Ladislaus Jagiełło sie von Spytek z Melsztyna zurückerobert und sie wurde wieder zur Königsburg gemacht. Im 15. Jahrhundert wurde die Burg ausgebaut. 1545 hielt sich der König Sigismund II. August auf der Burg auf. 1587 wurde die Burg von dem gewählten polnische König Maximilian von Habsburg belagert, jedoch konnte sie vom Burggrafen Kasper Karliński gehalten werden, wenn die Burg auch stark in Mitleidenschaft gezogen wurde. Die Belagerung der Burg war Gegenstand von literarischen Werken von Władysław Syrokomla und Aleksander Fredro. Die Restaurierung erfolgte schleppend und war 1631 noch nicht abgeschlossen. Während der Schwedischen Sintflut wurde die Burg von den Schweden stark beschädigt und schließlich ganz verlassen. Die Bausubstanz der Burg diente dem Bau der Ortskirche von 1722 bis 1726. Auch im 19. Jahrhundert nutzten die Anlieger die Burg als Steinbruch. Die Ruine ist gesichert und erhalten. Es wurden archäologische Arbeiten durchgeführt, bei denen in Höhlen unterhalb der Burg Werkzeuge von Neandertalern entdeckt worden sind.